# Saint-Aignan, Morbihan
Saint-Aignan (tiếng Breton: Sant-Inan) là một xã ở tỉnh Morbihan trong vùng Bretagne tây bắc Pháp. Xã này có diện tích 27,33 km², dân số năm 1999 là 629 người. Khu vực này có độ cao từ 67-272 mét trên mực nước biển.
Cư dân của Saint-Aignan danh xưng trong tiếng Pháp là Saintaignanais.